# Wijnhaven (Rotterdam)
De Wijnhaven is een haven in het centrum van Rotterdam. De Wijnhaven is verbonden met de Oude Haven en de Leuvehaven. Aan de Wijnhaven staan het Witte Huis en het Mariniersmuseum. Over de Wijnhaven loopt de André van der Louwbrug. Aan de haven liggen de Maasboulevard, Boompjes, Wijnhavenpunt, Scheepsmakerskade en de Wijnkade.

## Historie

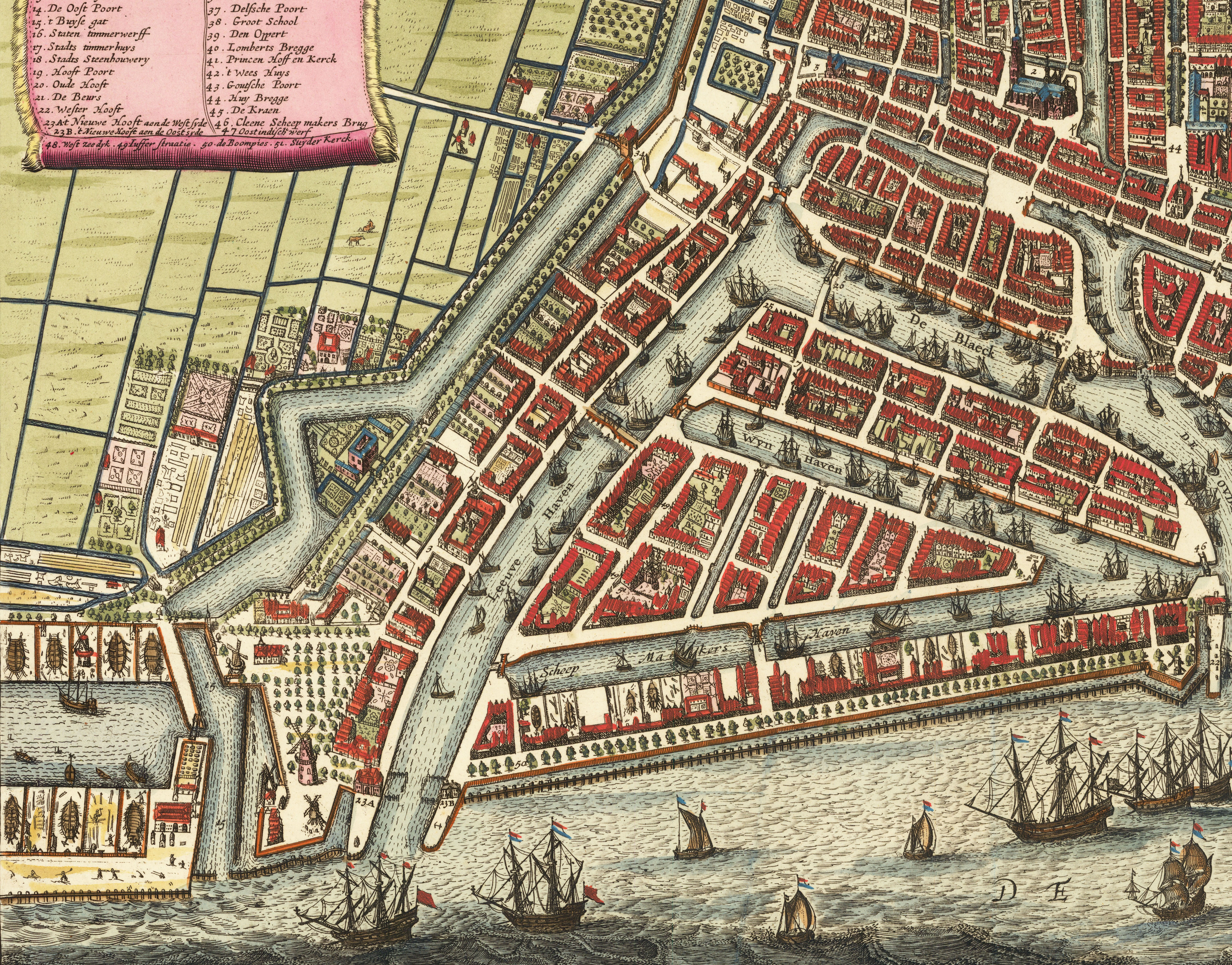
Wijnhaven kaart, 1690

De Wijnhaven is gegraven in 1613 als onderdeel van de aanleg van de Waterstad, het gedeelte van Rotterdam tussen Schielands Hoge Zeedijk en de Nieuwe Maas. De historische bebouwing rond de Wijnhaven is verloren gegaan bij het bombardement op Rotterdam van 14 mei 1940. Alleen de oostkant van de Wijnhaven bij het Witte Huis is toen gespaard gebleven. Bij de aanleg van de Willemsspoortunnel in de jaren negentig zijn de overgebleven panden afgebroken en na de voltooiing van de spoortunnel weer opgebouwd.
Over de Wijnhaven ligt nog een vooroorlogse brug, de Regentessebrug die in de volksmond Vierleeuwenbrug wordt genoemd, naar de vier leeuwen die de brug flankeren. In het verleden werd met de naam "Vierleeuwenbrug" echter de Koningsbrug aangeduid. De Koningsbrug lag over de Oude Haven en vormde de verbinding tussen de Boompjes en het Haringvliet. Bij de Koningsbrug lagen vier leeuwen (2 aan de zijde van de Boompjes en 2 aan de zijde van het Haringvliet, aan weerszijden van de weg). Drie van deze leeuwen liggen nu aan de noordzijde van de Maasboulevard. De vierde is geschonken aan het Regiment Verbindingstroepen die hiervan een monument hebben opgericht op de kazerne in Ede.
Midden in het haven tegenover het Witte Huis staat een vierkante toren met een wachthuis. Dit is een restant van de draaibrug in de afgebroken spoorbrug. In het huis zat de brugwachter. Aan de andere zijde van de brug stond ook zo'n wachthuis.

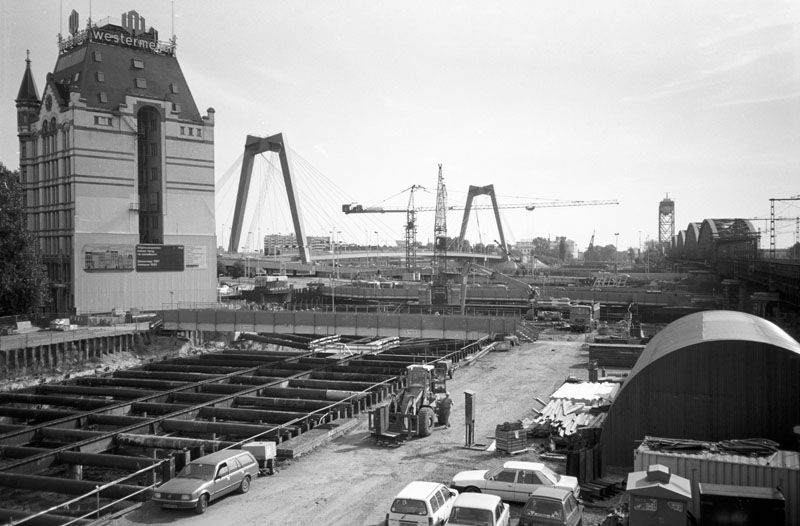
Aanleg spoortunnel; 1989
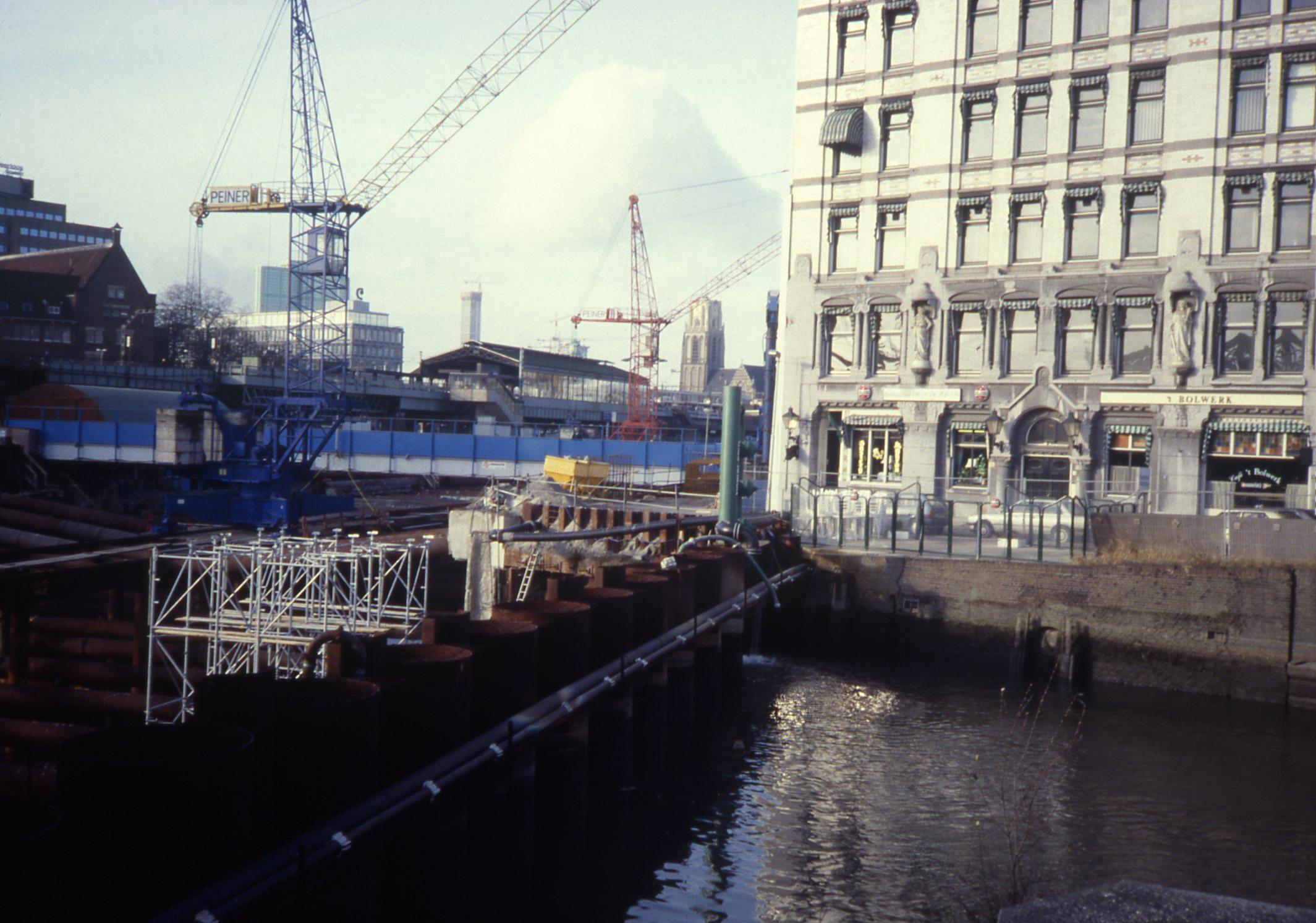
Aanleg spoortunnel; 1990

## Afbeeldingen

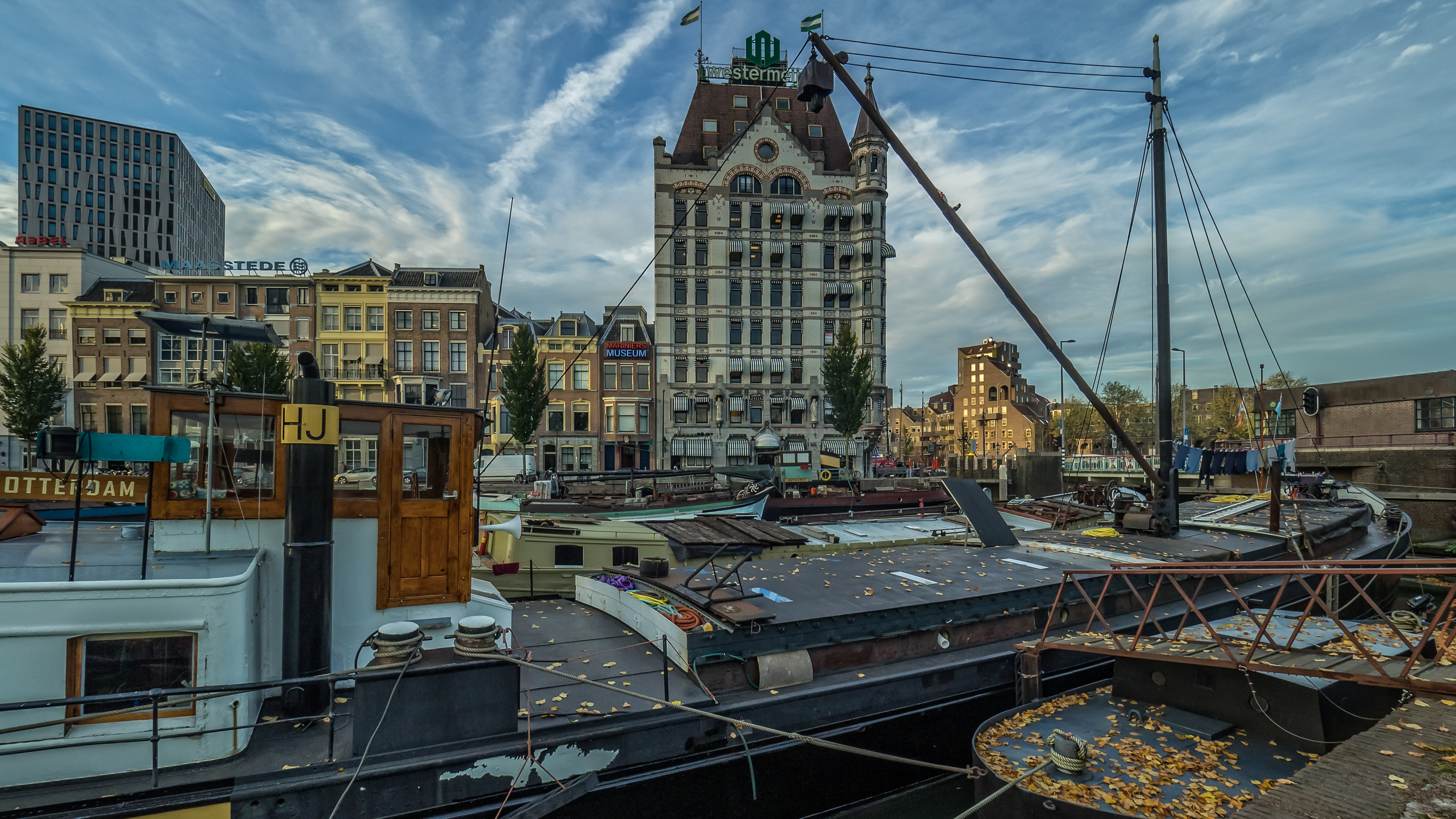
De Wijnhaven met onder andere het Witte Huis
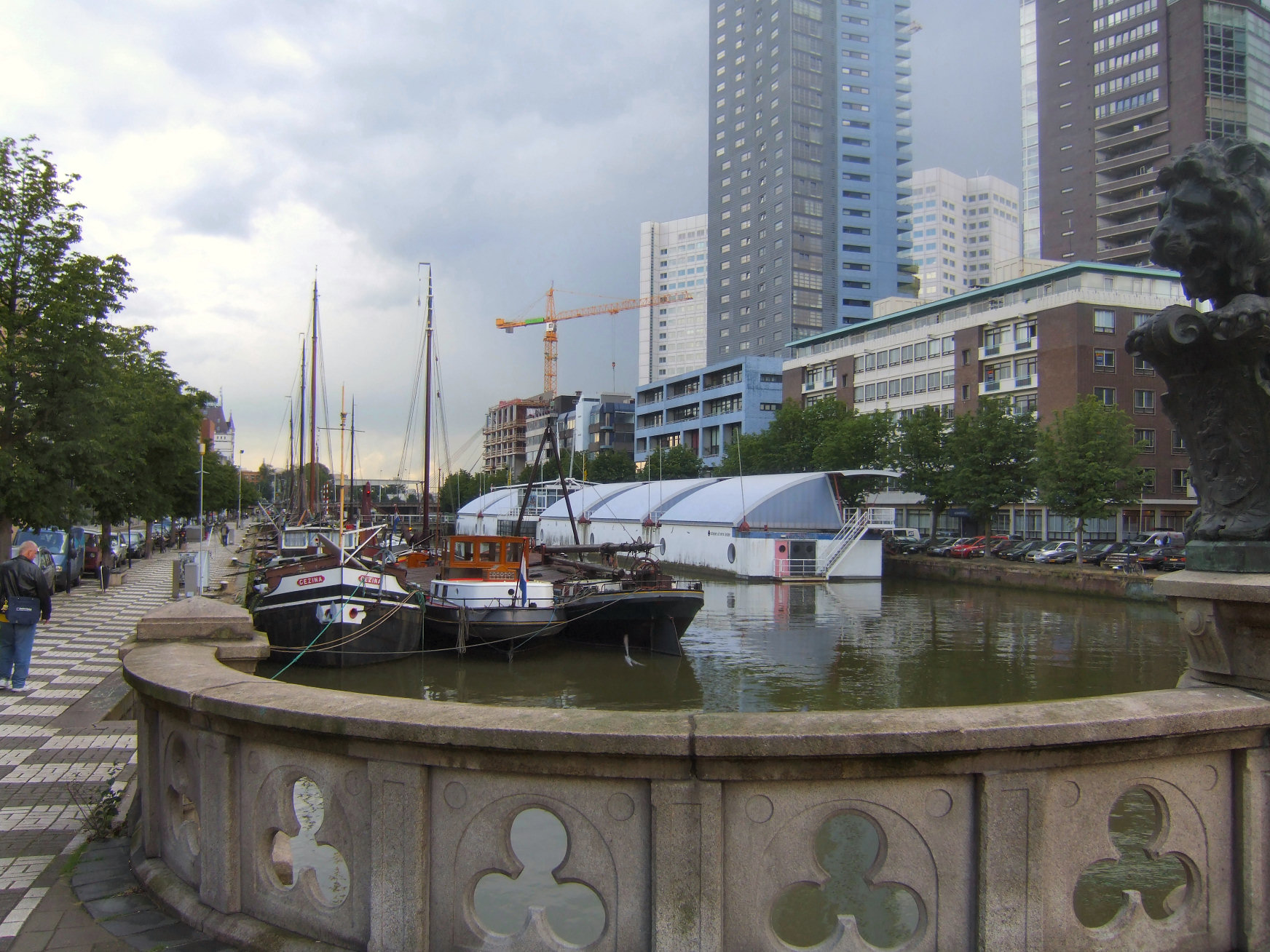
De Wijnhaven gezien vanaf de Regentessebrug
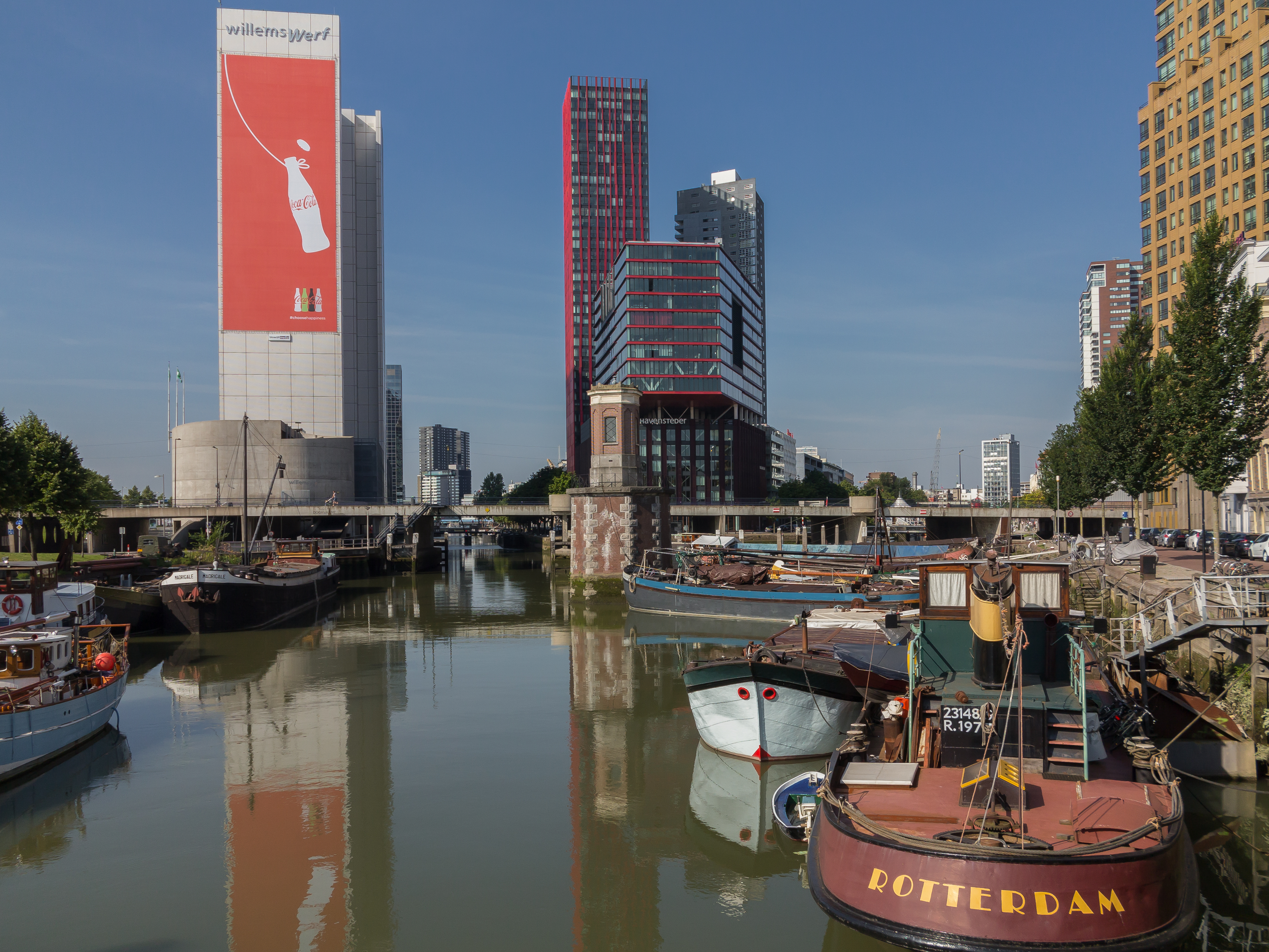
De Wijnhaven vanaf de Jan Kuitenbrug
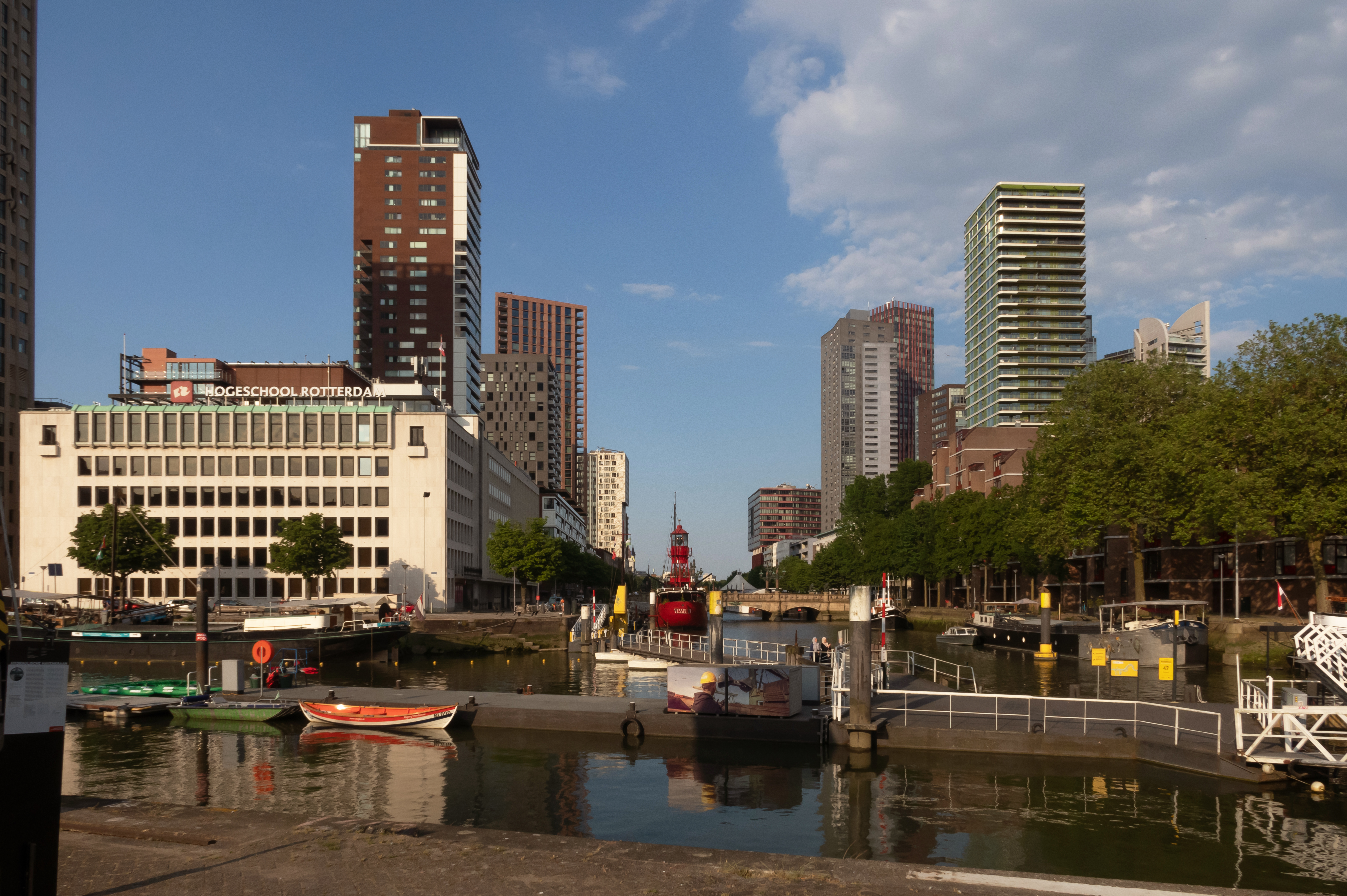
De Wijnhaven vanaf Maritiem Museum